# Polycarpa melanosiphonica
Polycarpa melanosiphonica is een zakpijpensoort uit de familie van de Styelidae. De wetenschappelijke naam van de soort is voor het eerst geldig gepubliceerd in 1967 door Tokioka.